# Stream of Consciousness
«Stream of Consciousness» (рус. Поток сознания) — инструментальная композиция группы Dream Theater, играющей прогрессивный метал, композиция представлена на их альбоме «Train of Thought» («Ход мыслей») 2003 года. Песня, длительностью 11:16, представлена 6 треком в альбоме, и является прямым продолжением песни «Vacant».
Песня получила название от раннего рабочего названия для альбома «Falling into Infinity» («Падение в бесконечность»), и параллели между концепциями «Stream of Consciousness» (Поток сознания) и «Train of Thought» (Ход мыслей). Песня «Lines in the Sand» («Линии на песке») (из альбома «Falling into Infinity») содержит следующие слова: «В потоке сознания плачет река».
Эта песня постоянно включается в живые выступления Dream Theater и входит в альбом с живой записью и DVD Live at Budokan.

## Конкурс песен
Когда Dream Theater были в студии в 2003 г., записывая то, что должно было стать альбомом Train of Thought, они задумались, что человек со стороны сможет создать из их описаний частей незавершенной песни. Эти описания использовались в аранжировочных таблицах, помогая структурировать песню до того как она была записана. «Stream of Consciousness» имела части, которые описывались как: «Crimson Setup», «UK Rise», «Straight Groove x2», и т. д.
Им стало интересно, что случится если дать кому то эти описания и сделать, как они считали, законченное произведение, и как эта песня будет звучать. И поэтому они объявили конкурс среди фанов Dream Theater на своем сайте на создание песни по данным описаниям частей.
Барабанщик Майк Портной разместил фотографии вышеуказанных аранжировочных таблиц для песни SOC (полное название песни не раскрывалось конкурсантам, и было известно под вариантом «Suck Our Cocks» (Отсоси у нас).
В то же время были выложены в сеть MIDI таблицы Джордана Рудесса, которые содержали размеры, темпы и другие детали для каждой части песни. Конкурсные песни оценивались на предмет близости к оригинальному произведению «Stream of Consciousness», членами группы. Призом для победителя была возможность трансляции песни перед началом шоу Dream Theater, 4 пропуска за кулисы на любое шоу Dream Theater в этом туре, подписанная копия выходящего альбома Train of Thought и 3 релиза от студии Майка Портного Ytsejam Records.
Спустя несколько месяцев были получены десятки записей. Группа прослушивала и оценивала представленные песни в течение всего мирового тура и победителем была признана песня Andy Rowland и группа Ant Law.
Пораженные количеством и качеством присланных музыкальных материалов, Dream Theater выпустили CD с их любимыми песнями этого конкурса.
В 2007 г., некоторые конкурсные песни были выложены в интернете в качестве поддельных треков с репетиций, под названием «Systematic Chaos Working Demos» или «Systematic Chaos Instrumental Demos».

### Победители конкурса/Трек-лист
1. Andy Rowland & Ant Law
2. Daisuke Kurusawa — Deoxyribo Nucleic Acid
3. Linear Sphere — Scent of Carbonite
4. Richard Campbell
5. Brian Wherry
6. Redemption
7. Eric Clemenzi

## Состав
- Джон Петруччи — гитара
- Джордан Рудесс — клавиши
- Джон Маянг — бас-гитара
- Майк Портной — барабаны
- Bredius, Mark. Dream Theater — The Official Site. (Retrieved September 22, 2006.)
- Portnoy, Mike. Dream Theater Songwriting Contest (Transcription)
- Stream of Consciousness — 5 трек группы «Textures» с альбома Drawning Circles (2006)